# Tirat Tsvi
Tirat Tsvi ou Tirat Zvi (em hebraico:  טִירַת צְבִי‬) é uma cidade pertencente à área de HaZafon, no Distrito Norte, em Israel, sede de um kibutz muito importante para a agricultura desse país.
Nessa pequena cidade foi registrada a temperatura recorde asiática de 53,9°C (129,0°F) em 21 de junho de 1942.